# Cárpatos Blancos
Los Cárpatos Blancos (en checo: Bílé Karpaty; eslovaco, Biele Karpaty; en alemán: Weiße Karpaten; húngaro, Fehér-Kárpátok) es la sierra más occidental de los montes Cárpatos. 
Son parte de los Cárpatos Occidentales moravo-eslovacos, extendiéndose desde el río Váh y los Pequeños Cárpatos en el sur a lo largo de la frontera entre la República Checa y Eslovaquia hasta el río Morava y la sierra Javorníky en el norte. Recibe su nombre por los blancos acantilados dolomíticos. 
La altitud media es de 473 m y los picos más altos son:
- Veľká Javorina (en checo, Velká Javořina), 968 m
- Chmeľová, 926 m
- Makyta, 923 m
- Veľký Lopeník, 911 m

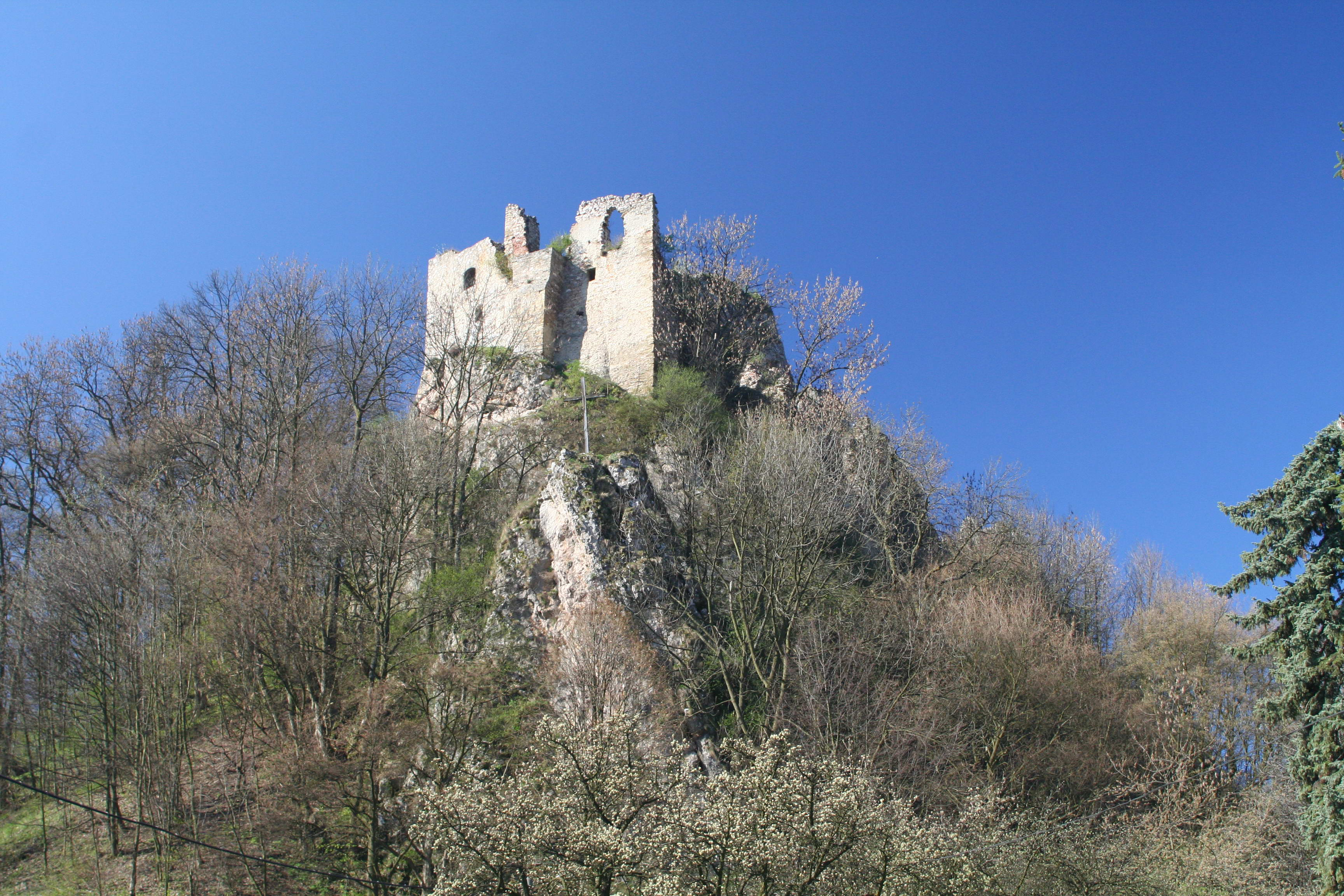
Las ruinas del Castillo de Lednica.

Hay una parte con paisaje protegido en ambos lados de las montañas: Área de paisaje protegido Biele Karpaty en Eslovaquia, creado en 1979, y Área de paisaje protegido Bílé Karpaty en la República Checa, creado en 1980, una reserva de la biosfera y humana desde 1996. Las zonas que contienen una amplia variedad de fauna y flora. Algunas especies que se encuentran aquí son endémicas. Especialmente algunos tipos de orquídeas crecen solo en los prados de los Cárpatos Blancos.
En esta zona, se encuentra el castillo de Lednica, quizá el más inaccesible entre los castillos eslovacos. Fue construido a mediados del siglo XIII y era la sede del patrimonio Lednice. Las tropas imperiales austriacas lo destruyeron a comienzos del siglo XVIII. Solo quedan los restos de las murallas.